# Nécropole nationale de Bar-le-Duc
La nécropole nationale de Bar-le-Duc est un cimetière militaire français de la première Guerre mondiale, situé sur le territoire de la commune de Bar-le-Duc, dans le département de la Meuse.

## Historique
La nécropole nationale de Bar-le-Duc a été créée de 1922 à 1927. On y a regroupé les dépouilles de soldats exhumées d'autres cimetières des environs. Le cimetière a été rénové en 1972.

## Caractéristiques

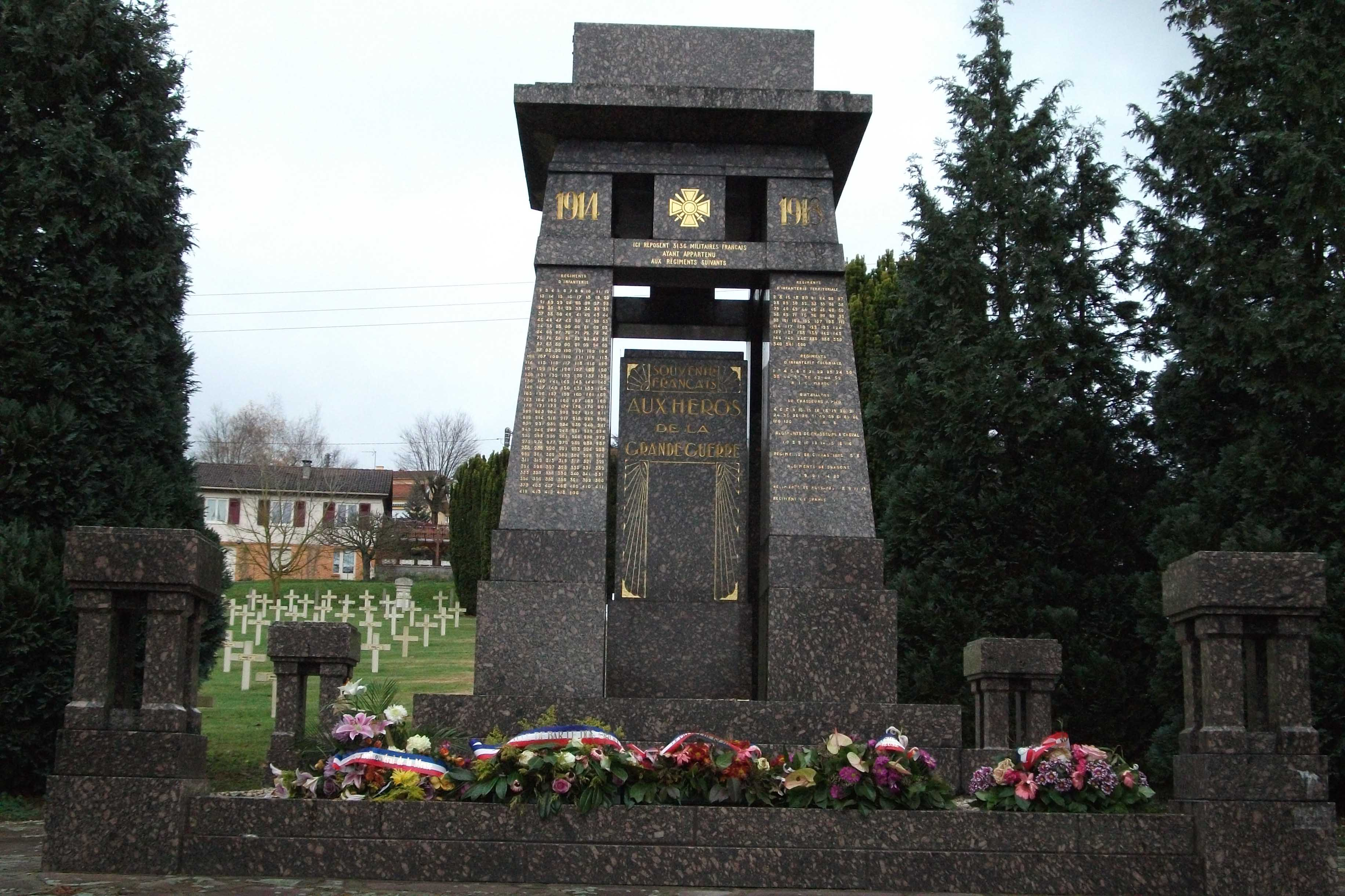
Le monument, face sud

D'une superficie de 1,8 ha, la nécropole de Bar-le-Duc abrite 3 195 corps de soldats, 3 132 en tombes individuelles et 63 en deux ossuaires. 3 183 français et sept soldats britanniques tués pendant la Première Guerre mondiale, trois soldats français, un belge et un soviétique tués pendant la Seconde Guerre mondiale, et trois fusillés le 28 août 1944 dont le soviétique.
Le Souvenir français y a érigé un monument « Aux héros de la Grande Guerre ».

## Galerie de photographies

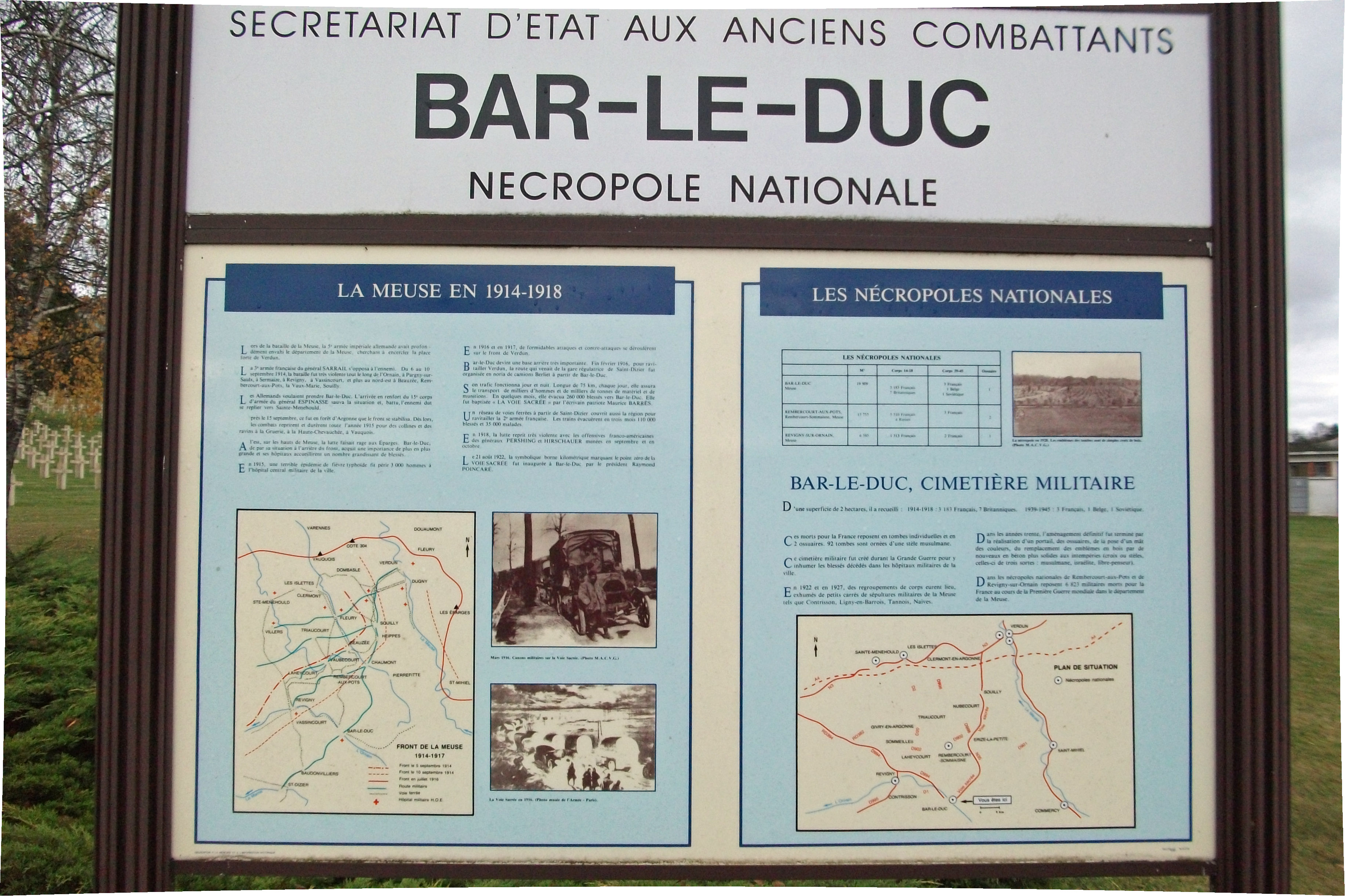
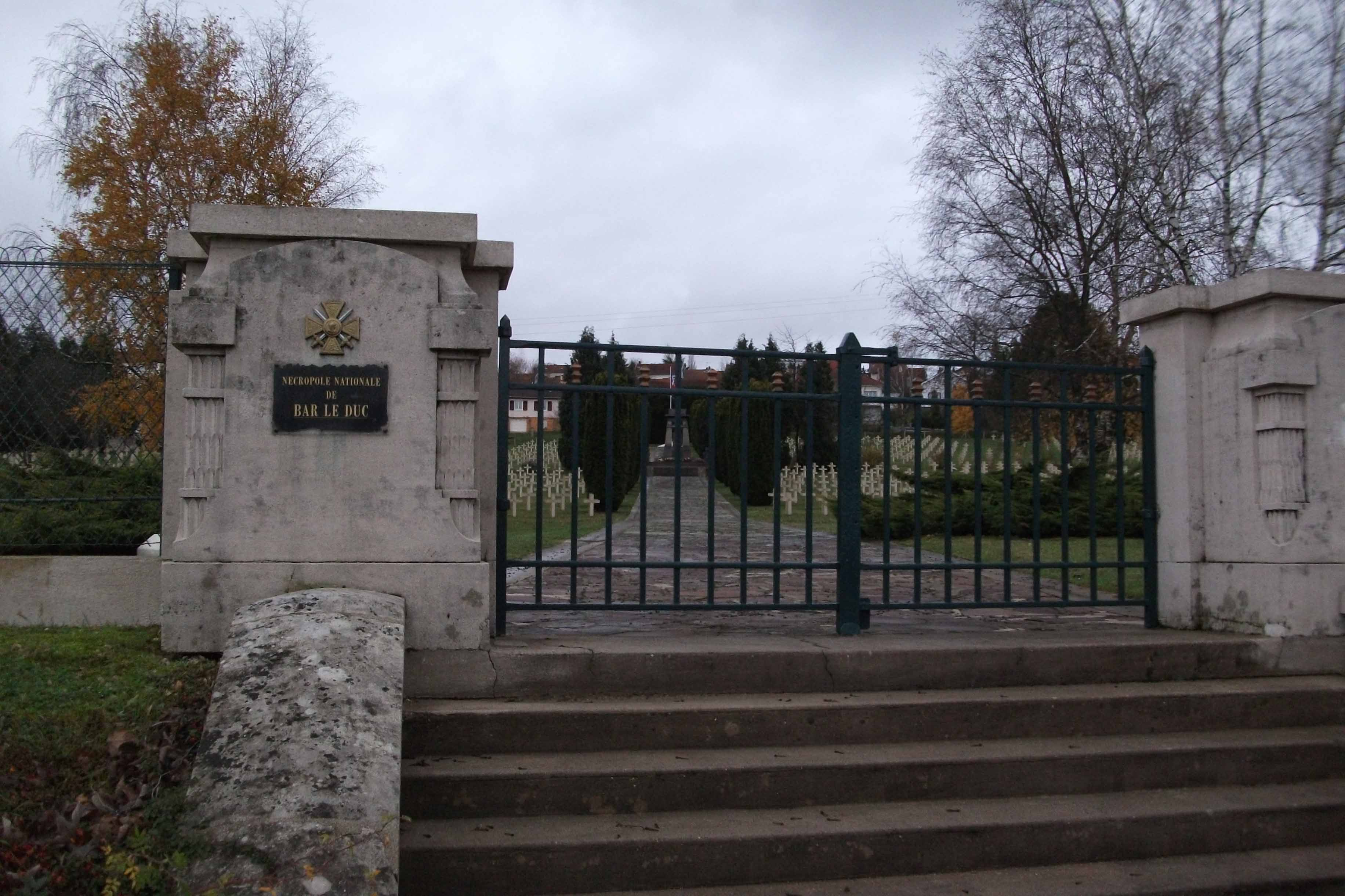
Entrée.
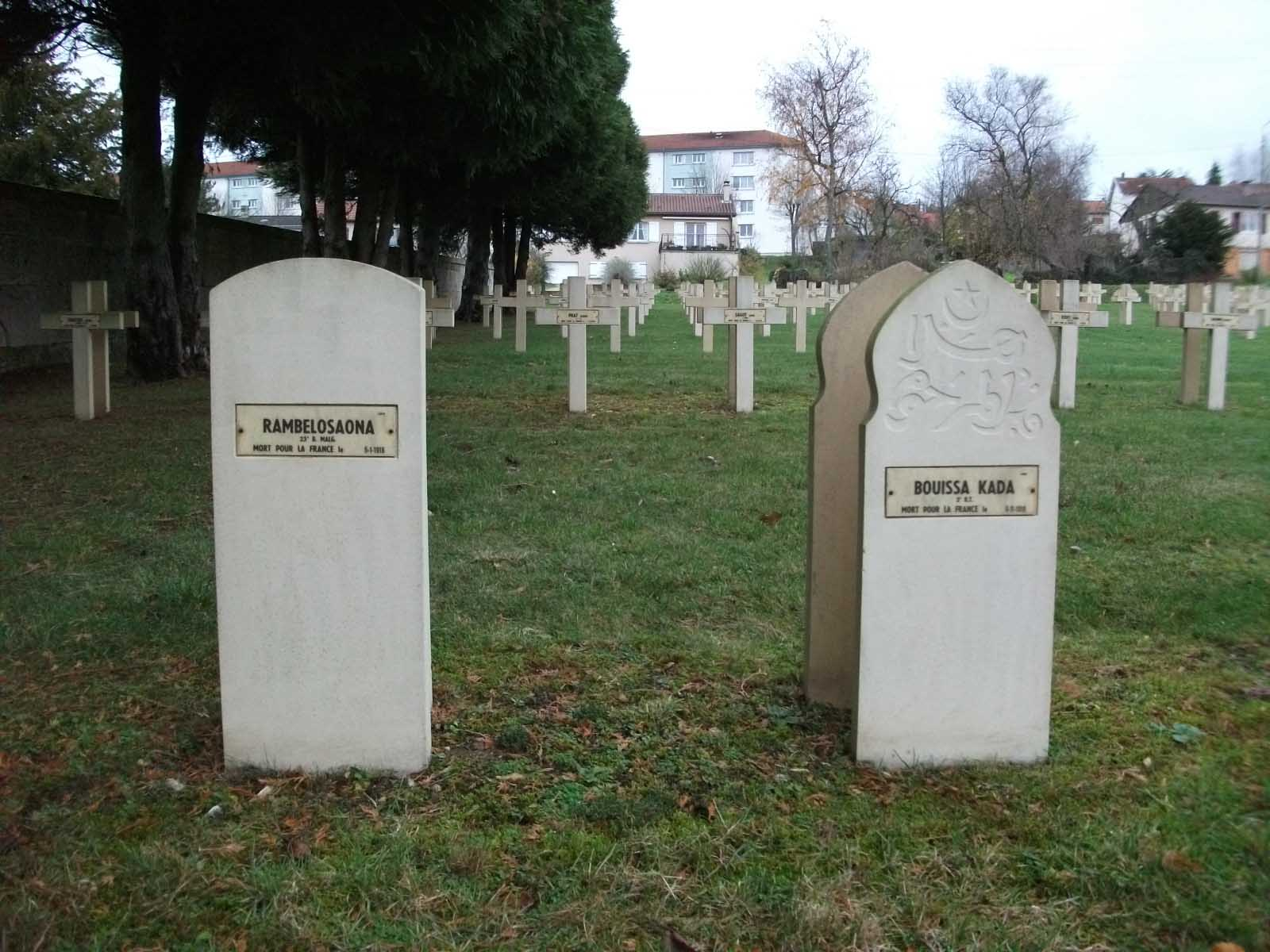
Tombe malgache.
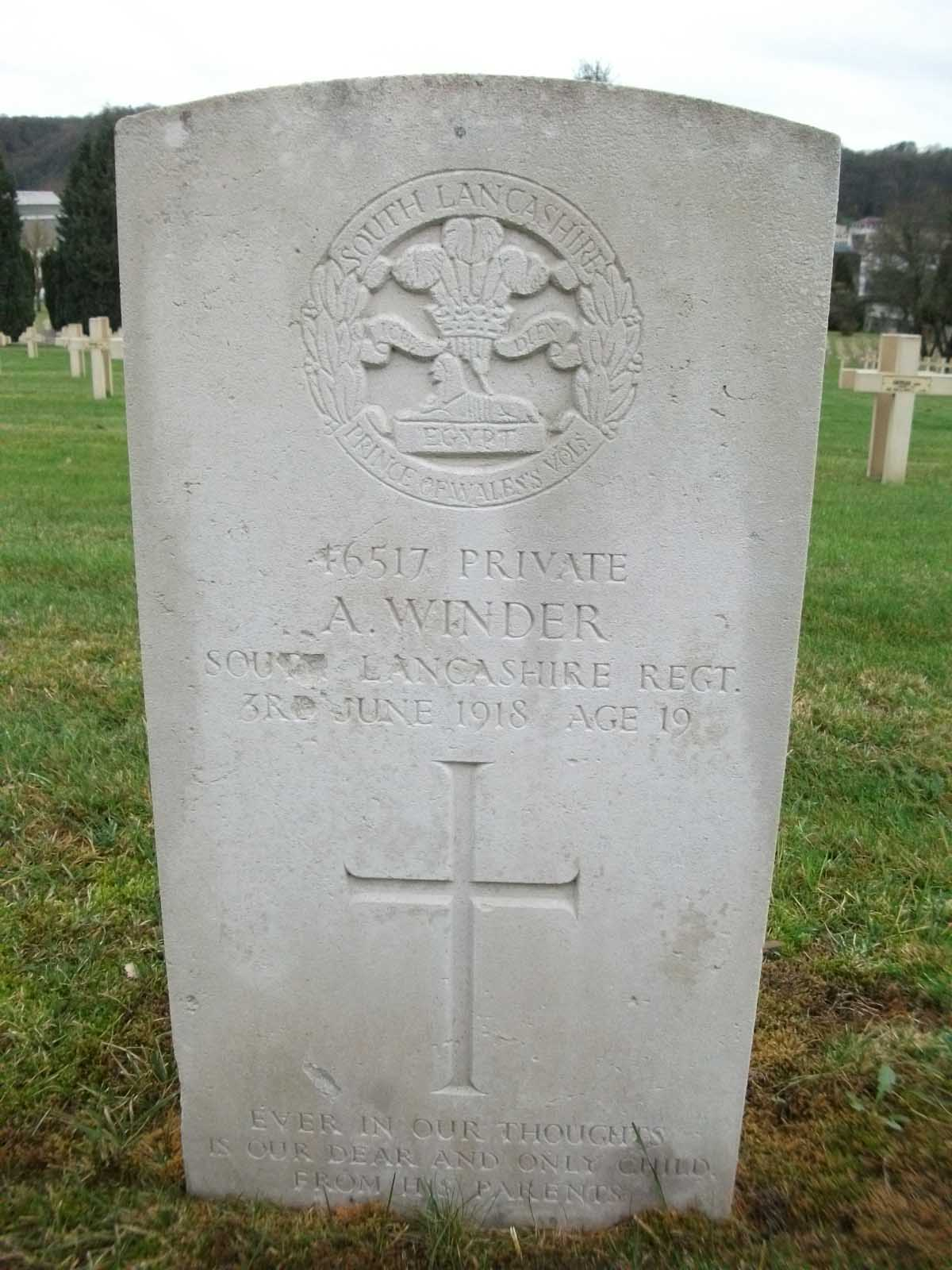
tombe britannique.